# Наш бронепоїзд
«Наш бронепоїзд» (рос. «Наш бронепоезд») — білоруський радянський драматичний художній фільм 1988 року режисера Михайла Пташука.

## Сюжет
Події фільму відбуваються в перші травневі дні 1966 року. Заслужений ветеран німецько-радянської війни, колишній табірний охоронець Микола Кузнєцов виїжджає з родиною на природу. Там він випадково зустрічає одного з колишніх ув'язнених, який нагадує йому про розстріл у таборі. Ця подія тягне за собою нові зустрічі і нові прозріння про прожиті роки…

## У ролях
- Володимир Гостюхін
- Михайло Ульянов
- Олексій Петренко
- Олександр Філіппенко
- Леонід Неведомський
- Наталія Попова
- Максим Жданівських
- Валерій Прийомихов
- Олена Прудникова

## Творча група
- Сценарій: Євген Григор'єв
- Режисер: Михайло Пташук
- Оператор: Юрій Елхов
- Композитор: Олег Янченко